# Saxifraga porophylla
Saxifraga porophylla là một loài thực vật có hoa trong họ Saxifragaceae. Loài này được Bertol. miêu tả khoa học đầu tiên năm 1813.